# Vavilon (Territorio dell'Altaj)
Vavilon (in russo Вавилон?) è un centro abitato del Territorio dell'Altaj, situato nell'Alejskij rajon.